# Гермес, называемый Антиноем Капитолийским
Статуя Гермеса, называемая «Антино́ем Капитоли́йским» (также Гермес-Антиной Альбани) — древнеримская мраморная статуя обнаженного молодого мужчины. Найденная в XVIII веке, первоначально скульптора была идентифицирована как изображение Антиноя, фаворита римского императора Адриана. Под этим именем она получила мировую известность как один из шедевров античного искусства. Позднее исследователи стали считать её римской копией греческой статуи юного бога Гермеса (Меркурия). В настоящее время статуя экспонируется в Гальском зале Палаццо Нуово Капитолийских музеев в Риме.

## Описание
Скульптура выполнена из белого мрамора и имеет высоту 180 см. Она изображает полностью обнажённого юношу с идеальным стройным, подтянутым телом. Фигура имеет не героически-мужественный, а мягкий, романтический образ: поза не напряжена, легка и расслаблена, мышцы не сильно рельефны, конечности имеют несколько удлинённые пропорции, утончены. Юноша показан опирающимся на правую ногу. Голень механически укреплена специальной подпоркой, замаскированной под обломанный на уровне ягодиц ствол дерева. Левая нога согнута в колене и голень со стопою отведены назад и вбок, она касается базы только пальцами. Юноша как бы завершает шаг. Правое плечо расположено спокойно вдоль туловища, предплечье слегка отведено вперёд и вбок, кисть спокойна обхватила небольшой кусок ветки. Левое плечо слегка отведено вбок и назад, рука полусогнута в локте, предплечье отведено вперёд, вбок и вниз, кисть слегка разогнутая, указательный и большой палец выпрямлены, остальные полусогнуты. Туловище изображено в позе контрапоста: ость плечевого пояса идет вниз и вперёд слева направо, таз справа налево — вниз и назад. Голова несколько наклонена вперёд вниз, наклонена и повёрнута вправо. На лобке отсутствуют волосы, утерян пенис.
Голова украшена тщательно проработанными короткострижеными мелкими кудрями, которые подчёркивают форму черепа, уши не прикрыты волосами. Лицо молодое и идеализированное, нос прямой, брови имеют мягкую дугу, меланхоличный взгляд направлен вниз и в сторону.
Внешний вид Антиноя Капитолийского очень напоминает Антиноя Фарнезского, с которым его часто путают. На вилле Альбани хранится знаменитый древнеримский барельеф, который известен под названием Антиной Альбани.
|  |  |  |  |  |  |  |

## История

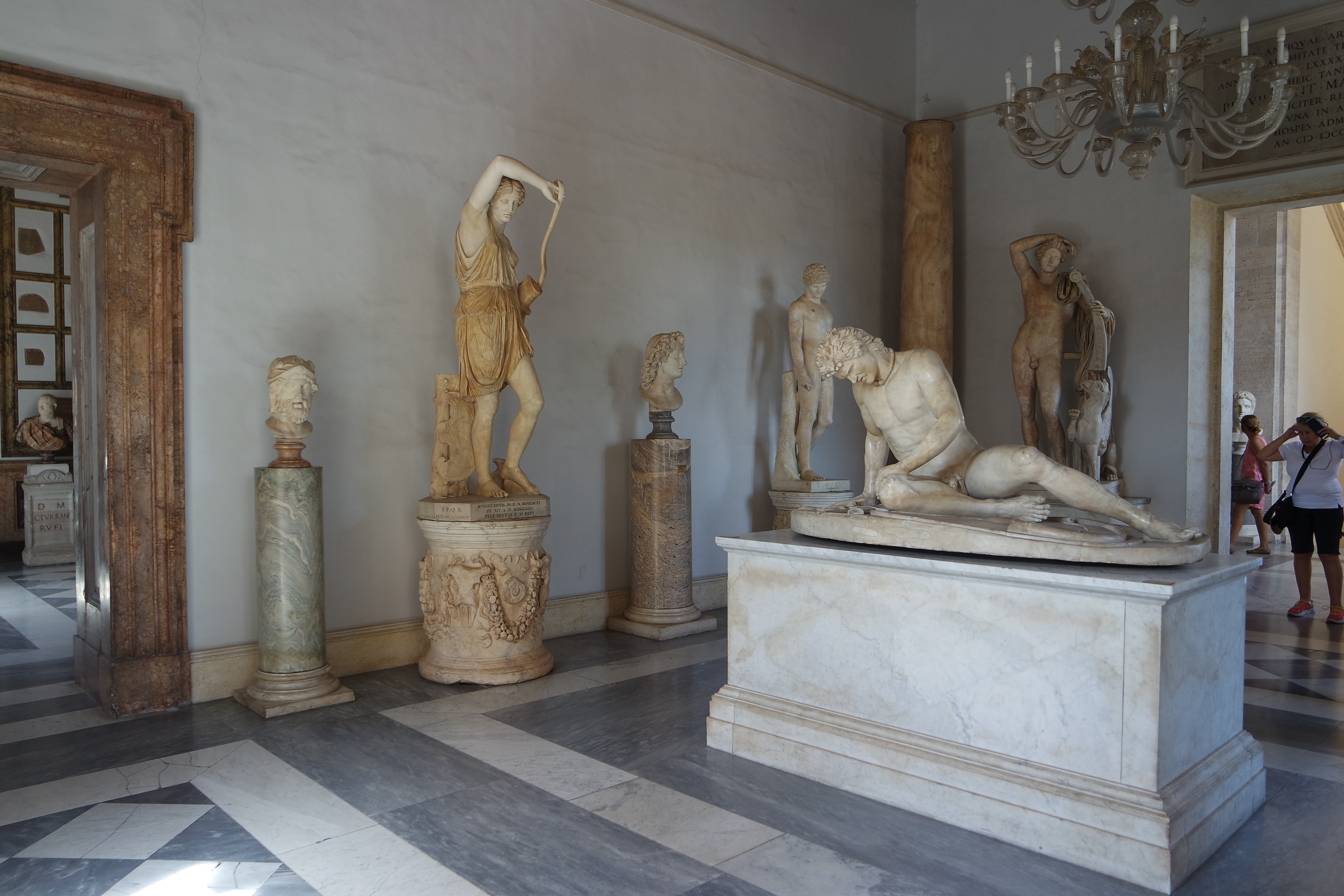
Галльский зал. Палаццо Нуово

Скульптура была создана неизвестным древнеримским скульптором в 130—150-х годах н. э., на рубеже правления императоров Адриана и Антонина. Она вероятно является римской копией греческой статуи IV век до н. э..
Традиционно считается, что статуя была найдена в XVIII веке при раскопках виллы императора Адриана в Тиволи, однако ряд исследователей сомневаются в этом. Открытие приписывалось графу Джузеппе Феде. Скульптора находилась в коллекции кардинала-мирянина Алессандро Альбани, откуда происходит одно из её названий. В 1733 году он продал статую папе римскому Клименту XII, в результате чего она попала в собрание Капитолийских музеев, получив своё второе наименование. Левая рука и левая нога у фигуры были отбиты, но скульптор Пьетро Браччи восстановил их, придав руке юноши риторических жест. После заключения Толентинского мирного договора 1797 года скульптура была вывезена в Париж. Она вернулась в Рим в 1815 году после падения Наполеона.

## Идентификация
Предполагаемое происхождения статуи с виллы Адриана и образ молодого меланхоличного юноши с пухлыми щеками и кудрявыми волосами привели к тому, что скульптуру стали считать изображением императорского фаворита Антиноя. Под этим именем скульптура получила мировую известность как один из шедевров античного искусства. Позднее специалисты усомнились в этом, так как другие достоверные изображения Антиноя совершенно не похожи на этот портрет. Такое мнение высказал в частности Августус Джон Катберт Гер в своих заметках путешественника 1900 года. У капитолийской скульптуры иное строение бровей и не такие пухлые губы, другой тип причёски. В настоящее время считается, что статуя представляет собой римскую копию греческой статуи IV века до н. э. молодого бога Гермеса. При этом некоторые исследователи указывают, что создание этой статуи могло быть вдохновлено портретами Антиноя.

## Влияние
Широкая слава скульптуры Антиноя Капитолийского привела к тому, что с неё было сделано множество копий. Её гипсовые отливки вошли в коллекции многих музеев слепков, а реплики украсили резиденции богатых людей. В 1769 году гипсовая копия Антиноя Капитолийского была доставлена из Рима в Академию художеств графом Иваном Шуваловым. Данная скульптура стала классической при обучении живописи. Бронзовая реплика Антиноя Капитолийского была изготовлена для Утреннего зала в Царском Селе, позднее её переставили в Агатовые комнаты, а ещё одну копию поместили на террасе Руска. В Петергофе можно встретить три «Антиноя-Меркурия Капитолийского»: в составе аллегорической композиции Большого каскада фонтана «Самсон», на Монплезирской аллее и в китайском саду Монплезира. Антиной Капитолийский также часто изображался на камеях. На антикварном рынке много бюстов и статуэток этой скульптуры, изготовленных в XVIII-XIX веках.
|                                 |                             |                          |                               |                                    |
| Рисунок Д. Я. Чарушина. XIX век | Терраса Руска, Царское село | Большой каскад, Петергоф | Монплезирская аллея, Петергоф | Китайский сад Монплезира, Петергоф |